# Artimus Pyle
Thomas Delmer „Artimus“ Pyle (* 15. července 1948, Louisville, Kentucky, Spojené státy) je americký bubeník. Od roku 1975 působil ve skupině Lynyrd Skynyrd, s níž hrál až do jejího rozpadu v roce 1977, kdy několik členů zahynulo při nehodě letadla. Pyle nehodu přežil a v roce 1987 se stal členem nové verze skupiny. Opustil ji v roce 1991. V roce 2006 byl coby její člen uveden do Rock and Roll Hall of Fame a u té přiležitosti si s ní opět zahrál. V roce 2020 se podílel na filmu Street Survivors: The True Story of the Lynyrd Skynyrd Plane Crash.
Po rozpadu Lynyrd Skynyrd vedl kapelu Artimus Pyle Band, která vydala dvě alba: A.P.B (1982) a Nightcaller (1983). V roce 2006 vydal sólovou desku Artimus Venomus a v roce 2007 čtyřpísňové EP The Letter. Na jeho albu Anthems: Honoring the Music of Lynyrd Skynyrd (2024) hostují Sammy Hagar, Billy Ray Cyrus, Warren Haynes, Dolly Parton a další.